# Spodnja Gorica
Spodnja Gorica este o localitate din comuna Rače - Fram, Slovenia, cu o populație de 1.000 de locuitori.